# Melipotis turbata
Melipotis turbata là một loài bướm đêm trong họ Erebidae.